# Tepujski tinamu
Tepujski tinamu (lat. Crypturellus ptaritepui) je vrsta ptice iz roda Crypturellus iz reda tinamuovki. Živi u vlažnim planinskim šumama na tepuima u jugoistočnoj Venecueli.
Prosječno je dug oko 27 centimetara. Vrh glave i stražnji dio vrata su riđe-smeđe boje. Dijelovi glave i vrata su sivkasti, a gornji dio donje čeljusti je crne boje, dok je donji dio žut s crnim vrhom. Noge su maslinaste.
Hrani se plodovima s tla ili niskih grmova. Također se hrani i malom količinom manjih beskralježnjaka i biljnih dijelova. Mužjak inkubira jaja koja mogu biti od čak četiri različite ženke. Inkubacija obično traje 2-3 tjedna.

## Vanjske poveznice
|  | Zajednički poslužitelj ima još gradiva o temi Crypturellus ptaritepui |
|  | Wikivrste imaju podatke o taksonu Crypturellus ptaritepui             |